# سوزان باتن
سوزان باتن (بالإنجليزية: Susan Batten)‏ هي ممثلة أمريكية، ولدت في 21 سبتمبر 1961 في كلايتون في الولايات المتحدة.

## وصلات خارجية
- سوزان باتن على موقع IMDb (الإنجليزية)
- سوزان باتن على موقع قاعدة بيانات الفيلم (الإنجليزية)